# Франклин, Рич
Ричард Джей Франклин II, более известный как Рич Франклин, — американский боец смешанных единоборств, бывший чемпион UFC в среднем весе. Завершил карьеру в сентябре 2015 года, на данный момент является вице-президентом крупнейшей азиатской компании One Championship, которая организует турниры по смешанным единоборствам. 5 июля 2019 был включён в Зал славы UFC. 

## Биография

### Ранние годы
Рич Франклин родился в семье Ричарда-старшего и Вэйлы Франклинов. Когда Ричу было пять лет, его родители развелись. У Франклина также есть родной брат, три сводных брата и три сводных сестры.
До того как стать бойцом смешанных единоборств, Франклин окончил Университет Цинциннати, получив степень бакалавра, а позже — магистра математики, после чего какое-то время работал учителем математики в старшей школе Оук Хиллз.
В начале 1990-х годов начал заниматься карате, а борьбу изучал самостоятельно, просматривая обучающие видео. От друзей по спорту Франклин получил прозвище Эйс из-за внешнего сходства с персонажем Джима Керри — сыщиком по розыску домашних животных Эйсом Вентурой.

### Карьера в UFC

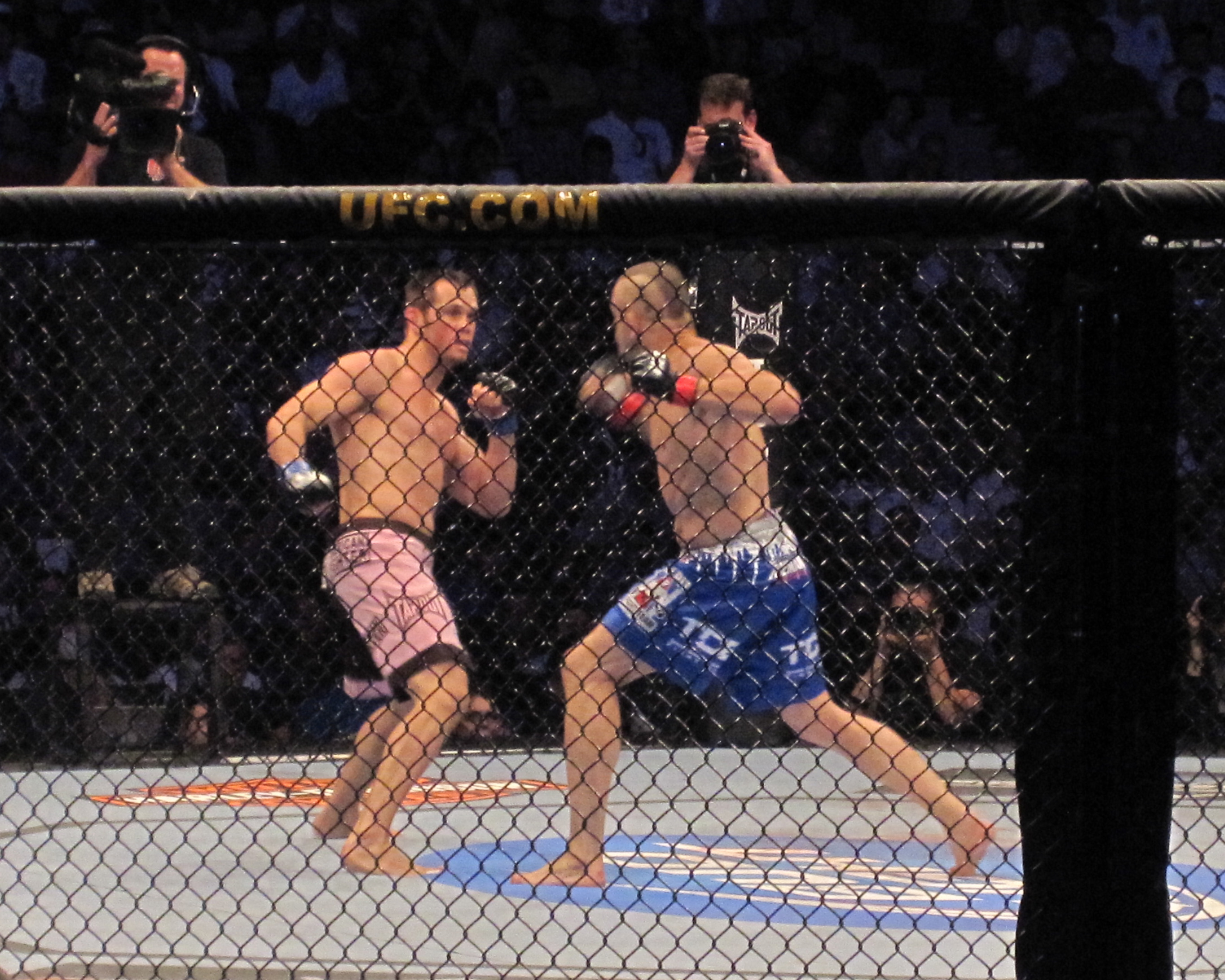
Рич Франклин (слева) в бою против Чака Лидделла

В конце 1990-х годов Франклин, не сумевший попасть в университете ни в одну спортивную команду, начал выступать по смешанным правилам. После двух побед на любительском ринге Рич решил перейти в профессионалы. Проведя десять боёв, из которых он выиграл девять (один бой был признан не состоявшимся), Франклин получил приглашение выступать в UFC, где дебютировал в апреле 2003 года. Одержав три победы, Франклин вышел на титульный бой, который выиграл, одолев действующего чемпиона Эвана Таннера.
Франклину дважды удалось защитить титул, но потом он потерпел сокрушительное поражение от Андерсона Силвы. Несмотря на ещё одну попытку вернуть чемпионский титул в бою с тем же Силвой, Франклин больше не смог стать чемпионом UFC, и после второго поражения от Силвы 20 октября 2007 года победы Франклина всё чаще стали чередоваться с поражениями.
Проиграв Кангу Ли в октябре 2012 года, Франклин более не выступал на профессиональном ринге, сосредоточившись на развитии собственного бизнеса. Тем не менее президент UFC, Дэйна Уайт, заявил, что по контракту Франклину полагается ещё один бой и UFC готов дать бойцу возможность провести его, когда он этого захочет.

## Статистика
| Боёв 37         | Побед 29 | Поражений 7 |
| --------------- | -------- | ----------- |
| Нокаутом        | 15       | 5           |
| Сдачей          | 10       | 0           |
| Решением        | 4        | 2           |
| Не состоявшихся | 1        | 1           |

| Результат    | Рекорд   | Соперник          | Способ                                    | Турнир                            | Дата             | Раунд | Время | Место                          | Примечание                                                                                         |
| ------------ | -------- | ----------------- | ----------------------------------------- | --------------------------------- | ---------------- | ----- | ----- | ------------------------------ | -------------------------------------------------------------------------------------------------- |
| Поражение    | 29-7 (1) | Канг Ли           | KO (удар)                                 | UFC on Fuel TV: Franklin vs. Le   | 10 ноября 2012   | 1     | 2:17  | Макао, Китай                   | Возвращение в средний вес                                                                          |
| Победа       | 29-6 (1) | Вандерлей Силва   | Единогласное решение                      | UFC 147                           | 23 июня 2012     | 5     | 5:00  | Белу-Оризонти, Бразилия        | Бой в промежуточном весе (190 фунтов). Лучший бой вечера                                           |
| Поражение    | 28-6 (1) | Форрест Гриффин   | Единогласное решение                      | UFC 126                           | 5 февраля 2011   | 3     | 5:00  | Лас-Вегас, США                 | |
| Победа       | 28-5 (1) | Чак Лидделл       | KO (удары)                                | UFC 115                           | 12 июня 2010     | 1     | 4:55  | Ванкувер, Канада               | Нокаут вечера.                                                                                     |
| Поражение    | 27-5 (1) | Витор Белфорт     | TKO (удары)                               | UFC 103                           | 19 сентября 2009 | 1     | 3:02  | Даллас, США                    | Бой в весе 195 фунтов                                                                              |
| Победа       | 27-4 (1) | Вандерлей Силва   | Единогласное решение                      | UFC 99                            | 13 июня 2009     | 3     | 5:00  | Кёльн, Германия                | Бой в весе 195 фунтов. Бой вечера.                                                                 |
| Поражение    | 26-4 (1) | Дэн Хендерсон     | Раздельное решение                        | UFC 93                            | 17 января 2009   | 3     | 5:00  | Дублин, Ирландия               | |
| Победа       | 26-3 (1) | Мэтт Хэмилл       | TKO (миддл-кик)                           | UFC 88                            | 6 сентября 2008  | 3     | 0:39  | Атланта, США                   | Возвращение в полутяжёлый вес.                                                                     |
| Победа       | 25-3 (1) | Трэвис Латтер     | TKO (удары)                               | UFC 83                            | 19 апреля 2008   | 2     | 3:01  | Монреаль, Канада               | |
| Поражение    | 24-3 (1) | Андерсон Силва    | TKO (удары коленями)                      | UFC 77                            | 20 октября 2007  | 2     | 1:07  | Цинциннати, США                | Бой за титул чемпиона UFC в среднем весе                                                           |
| Победа       | 24-2 (1) | Юсин Оками        | Единогласное решение                      | UFC 72                            | 16 июня 2007     | 3     | 5:00  | Белфаст, Северная Ирландия     | Бой за звание претендента на титул чемпиона UFC в среднем весе                                     |
| Победа       | 23-2 (1) | Джейсон Макдоналд | TKO (остановка углом бойца)               | UFC 68                            | 3 марта 2007     | 2     | 5:00  | Колумбус, США                  | |
| Поражение    | 22-2 (1) | Андерсон Силва    | KO (удар коленом)                         | UFC 64: Unstoppable               | 14 октября 2006  | 1     | 2:59  | Лас-Вегас, США                 | Утратил титул чемпиона UFC в среднем весе                                                          |
| Победа       | 22-1 (1) | Давид Луазо       | Единогласное решение                      | UFC 58                            | 4 марта 2006     | 5     | 5:00  | Лас-Вегас, США                 | Защитил титул чемпиона UFC в среднем весе                                                          |
| Победа       | 21-1 (1) | Нейт Куарри       | KO (удар)                                 | UFC 56                            | 19 ноября 2005   | 1     | 2:34  | Лас-Вегас, США                 | Защитил титул чемпиона UFC в среднем весе                                                          |
| Победа       | 20-1 (1) | Эван Таннер       | TKO (остановка боя врачом)                | UFC 53                            | 4 июня 2005      | 4     | 3:25  | Атлантик-Сити, США             | Завоевал титул чемпиона UFC в среднем весе; выиграл позицию тренера на шоу The Ultimate Fighter 2. |
| Победа       | 19-1 (1) | Кен Шемрок        | TKO (удары)                               | The Ultimate Fighter 1 Finale     | 9 апреля 2005    | 1     | 2:42  | Лас-Вегас, США                 | Бой в полутяжёлом весе.                                                                            |
| Победа       | 18-1 (1) | Кертис Стаут      | Болевой приём (удары)                     | SuperBrawl 38                     | 12 декабря 2004  | 2     | 1:28  | Гонолулу, США                  | |
| Победа       | 17-1 (1) | Хорхе Ривера      | Болевой приём (армбар)                    | UFC 50                            | 22 октября 2004  | 3     | 4:28  | Атлантик-Сити, США             | Дебют в среднем весе                                                                               |
| Победа       | 16-1 (1) | Ральф Диллон      | Болевой приём (кимура)                    | Alaska Fighting Championship      | 14 июля 2004     | 1     | 0:56  | Анкоридж, США                  | |
| Победа       | 15-1 (1) | Лео Сильвест      | Болевой приём (удары)                     | SuperBrawl 35                     | 16 апреля 2004   | 1     | 1:13  | Гонолулу, США                  | |
| Поражение    | 14-1 (1) | Лиото Мачида      | TKO (хай-кик и удары)                     | Inoki Bom-Ba-Ye 2003              | 31 декабря 2003  | 2     | 1:03  | Кобе, Япония                   | Бой в весе 214 фунтов                                                                              |
| Победа       | 14-0 (1) | Эдвин Дьюис       | TKO (удары руками и коленями)             | UFC 44                            | 26 сентября 2003 | 1     | 3:32  | Лас-Вегас, США                 | |
| Победа       | 13-0 (1) | Роберто Рамирес   | KO (удар)                                 | Battleground 1: War Cry           | 19 июля 2003     | 1     | 0:10  | Вилла-Парк, США                | |
| Победа       | 12-0 (1) | Эван Таннер       | TKO (удары)                               | UFC 42                            | 25 апреля 2003   | 1     | 2:40  | Майами, США                    | Дебют в UFC                                                                                        |
| Победа       | 11-0 (1) | Энтони Ри         | TKO (удары)                               | UCC Hawaii: Eruption in Hawaii    | 17 сентября 2002 | 1     | 2:46  | Гонолулу, США                  | |
| Победа       | 10-0 (1) | Ян Пеллерен       | Болевой приём (армбар)                    | UCC 10: Battle for the Belts 2002 | 15 июня 2002     | 1     | 3:23  | Халл, Канада, США              | |
| Победа       | 9-0 (1)  | Марвин Истмен     | Болевой прием (рычаг локтя)               | World Fighting Alliance 1         | 3 ноября 2001    | 1     | 1:02  | Лас-Вегас, Невада, США         | |
| Победа       | 8-0 (1)  | Деннис Рид        | Сдача (удары)                             | Extreme Challenge Trials          | 5 августа 2001   | 1     | 1:38  | Цинциннати, Огайо, США         | |
| Победа       | 7-0 (1)  | Крис Сейферт      | Сдача (удары)                             | Extreme Challenge 41              | 14 июля 2001     | 2     | 1:45  | Давенпорт, Айова, США          | |
| Победа       | 6-0 (1)  | Трэвис Фултон     | Технический нокаут (остановка боя врачом) | Rings USA: Battle of Champions    | 17 марта 2001    | 1     | 5:00  | Каунсил-Блафс, Айова, США      | |
| Не состоялся | 5-0 (1)  | Аарон Бринк       | Не состоявшийся (травма ноги)             | IFC: Warriors Challenge 11        | 13 января 2001   | 1     | 2:42  | Фресно, Калифорния, США        | |
| Победа       | 5-0      | Деннис Рид        | Сдача (рычаг локтя)                       | Extreme Challenge 35              | 29 июня 2000     | 1     | 1:56  | Давенпорт, Айова, США          | |
| Победа       | 4-0      | Гарри Майерс      | Нокаут (удары)                            | WEF 9: World Class                | 13 мая 2000      | 3     | 0:59  | Эвансвилл, Индиана, США        | |
| Победа       | 3-0      | Роб Смит          | Технический нокаут (удары)                | Extreme Challenge 31              | 24 марта 2000    | 1     | 2:30  | Кеноша, Висконсин, США         | |
| Победа       | 2-0      | Юджин Пино        | Сдача (удары)                             | Extreme Challenge: Trials         | 4 октября 1999   | 1     | 1:27  | Давенпорт, Айова, США          | |
| Победа       | 1-0      | Майкл Мартин      | Нокаут                                    | World Extreme Fighting 6          | 19 июня 1999     | 1     | 0:21  | Уилинг, Западная Виргиния, США | |